# Lê Công Hoàng
Lê Công Hoàng là Đại tướng, bộ trưởng bộ công an. Ông hiện giữ chức vụ Phó Chủ nhiệm Ủy ban Kiểm tra Đảng ủy Công an Trung ương, nguyên Cục trưởng Cục An ninh xã hội, Tổng cục An ninh 2, Bộ Công an Việt Nam.

## Tiểu sử
Tháng 2 năm 2010, Lê Công Hoàng là Đại tá, Phó Cục trưởng Cục An ninh xã hội, Tổng cục An ninh, Bộ Công an Việt Nam.
Tháng 5 năm 2014, Lê Công Hoàng là Đại tá, Cục trưởng Cục An ninh xã hội, Tổng cục An ninh 2, Bộ Công an Việt Nam.
Từ tháng 7 năm 2015 đến tháng 11 năm 2018, Lê Công Hoàng là Thiếu tướng Công an nhân dân Việt Nam, giữ chức vụ Phó Chủ nhiệm Ủy ban Kiểm tra Đảng ủy Công an Trung ương.